# NRK3
NRK3 er en tv-kanal i Norge, som drives af NRK. Den startede 3. september 2007 med fokusering på personer i aldereren 15-40 år. Kanalen sendes som digital-tv via jordnettet, satellit-tv og kabel-tv.
Fra den 1. december 2007 sender kanalen NRK Super mellem klokken 07.00-19.00.
| Fjernsyn | Spire Denne artikel om en tv-kanal er en spire som bør udbygges. Du er velkommen til at hjælpe Wikipedia ved at udvide den. |